# Biserica de lemn Sfântul Ioan Botezătorul din Gura Văii

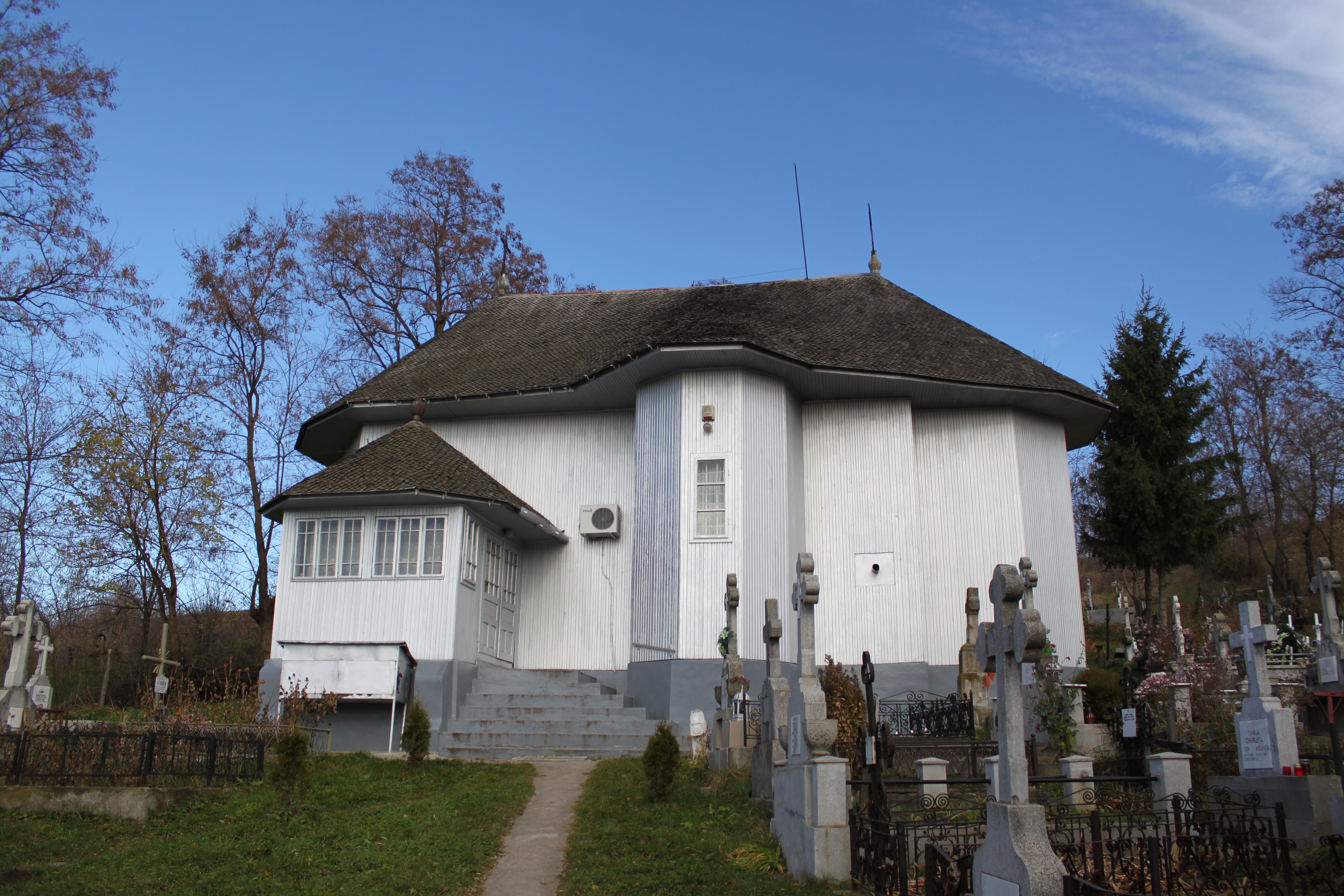
Biserica de lemn Sfântul Ioan Botezătorul din Gura Văii, județul Neamț

Biserica de lemn Sfântul Ioan Botezătorul din Gura Văii, comuna Girov, județul Neamț este un monument istoric cu cod LMI NT-II-m-B-10626.01.

## Istoric și trăsături
Biserica este situată aproape de capătul satului, pe un dâmb mai înalt. A fost construită de obștea sătească, la 1822, și păstrează un patrimoniu iconografic de mare valoare. Are hramul „Tăierea capului Sf. Ioan Botezătorul“ și se află pe lista monumentelor istorice din județul Neamț. Sfințirea lăcașului a fost făcută de Veniamin Costachi, mitropolitul Moldovei.
Biserica este construită din bârne de stejar suprapuse, încheiate la colțuri în cheotori, așezate pe o temelie de piatră de râu. La exterior și interior este căptușită cu scânduri de brad vopsite, așa cum se obișnuiește în Moldova. 
În interior se păstrează vechile strane și cea mai valoroasă piesă din inventarul bisericii, catapeteasma originală, datată 1822, conform unei inscripții de pe icoanele împărătești. Conform tradiției orale, aceasta ar fi fost pictată la Mănăstirea Horaița.
De-a lungul timpului, lăcașul a suferit mai multe intervenții: între anii 1924-1928, precum și în 1964 au fost efectuate lucrări de renovare, în 1995 a fost vopsită în interior și exterior și a fost schimbată șindrila de pe acoperiș, iar în 2009 a fost revopsită la exterior și a fost schimbată dranița de pe acoperișul clopotniței.
Biserica are în continuare nevoie de reparații care depășesc posibilitățile financiare ale micuței comunități locale, satul, deși aflat la numai 15 kilometri distanță de Piatra Neamț, fiind aproape depopulat.